# 马丁娜·菲丹扎
马丁娜·菲丹扎（義大利語：Martina Fidanza，1999年11月5日—），意大利女子自行车运动员，2021年世界场地自行车锦标赛女子捕捉赛金牌得主和女子团体追逐赛银牌得主、2022年世界场地自行车锦标赛女子捕捉赛和女子团体追逐赛金牌得主。